# Vilmos Goldzieher

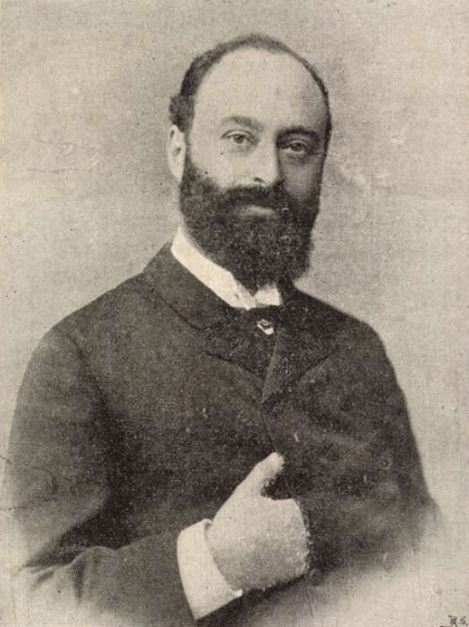
Vilmos Goldzieher (1895)

Vilmos Goldzieher (* 1. Januar 1849 in Kittsee; † 15. Juni 1916 in Budapest, auch Wilhelm Goldzieher) war ein österreichisch-ungarischer Augenarzt.
Goldzieher studierte Medizin in Wien und Heidelberg, wo er 1871 promoviert wurde. Während des Studiums gehörte er ursprünglich der Burschenschaft braune Arminia Wien an, trat jedoch mit sieben weiteren Bundesbrüdern im Januar 1868 aus um die Wiener akademische Burschenschaft Teutonia zu stiften. Im Mai 1868 trat er aus der Teutonia aus, weil diese sich für konservativ erklärte, focht im Juni eine Mensur gegen Karl Emil Franzos und wurde schließlich 1872 zum Ehrenburschen der Teutonia ernannt und wieder Mitglied. 1885 schloss die mittlerweile ins Fahrwasser des Antisemitismus geratene Teutonia schließlich ihre jüdischen Alten Herren und damit auch Goldzieher aus.
Er war zunächst Assistent in Heidelberg, bevor er nach Budapest ging, wo er 1878 Privatdozent für Augenheilkunde wurde. 1894 wurde er außerordentlicher Professor. 1882 wurde er Chefarzt (Primarius) für Augenheilkunde am Ungarischen Rot-Kreuz-Spital, danach an der Poliklinik (an deren Gründung er wesentlich beteiligt war), 1901 am Allgemeinen Krankenhaus und 1905 am Rochusspital in Budapest. 
Er gründete die erste ungarische Zeitung für Augenheilkunde Szemészeti Lapok. Goldzieher war Autor in der Real-Encyclopädie der gesammten Heilkunde.

## Schriften
- Therapie der Augenkrankheiten, 1881, 2. Auflage 1900
- Das Trachom (Ungarisch), 1889
- Handbuch der Ophtalmologie (Ungarisch), 1891
- Beiträge zu Albert Eulenburgs Real-Encyclopädie der gesammten Heilkunde.
- Erste Auflage.
  - Band 10 (1882) (Digitalisat), S. 476–487: Perimetrie
  - Band 12 (1882) (Digitalisat), S. 454–461: Sehprüfungen
- Zweite Auflage.
  - Band 2 (1885) (Digitalisat), S. 150–172: Auge

## Familie
Seine Tochter Románné Goldzieher Klára wurde Textilkünstlerin und Graphologin.